# Joseph Tyrrell
Joseph Burr Tyrrell (Weston, 1º novembre 1858 – Toronto, 26 agosto 1957) è stato un paleontologo e geologo canadese.

## Biografia
Nel 1880 si laureò in legge all'Università di Toronto e l'anno successivo si unì alla Commissione Geologica di Ottawa con cui prese parte a numerose esplorazioni, dedicandosi soprattutto alla regione conosciuta allora come Territori del Nord-Ovest.
Nel corso delle sue esplorazioni Tyrrell tracciò nuove mappe cartografiche, approfondì la conoscenza di flora e fauna, scoprì importanti giacimenti di combustibili fossili, rinvenne il cranio di un Albertosauro.
Nel 1898 entrò nel settore dell'estrazione aurifera, una carriera che sarebbe durata per più di 50 anni.

### Vita privata
Nel 1894 sposò Mary Edith Carey con cui ebbe tre figli: Mary (1896), George (1900), e Thomas (1906). Nel 1921 Mary Edith fondò e divenne prima presidente dell'Associazione Femminile dell'Industria Mineraria del Canada.

## Riconoscimenti
- Medaglia Murchison nel 1918
- Medaglia Flavelle nel 1933
- Medaglia Wollaston nel 1947

### Intitolazioni
- Mare di Tyrrell, enorme specchio d'acqua esistito in epoca preistorica in corrispondenza dell'attuale Baia di Hudson.
- Medaglia Storica J. B. Tyrrell della Royal Society of Canada.
- Royal Tyrrell Museum, museo paleontologico di Drumheller, in Alberta.

## Galleria d'immagini

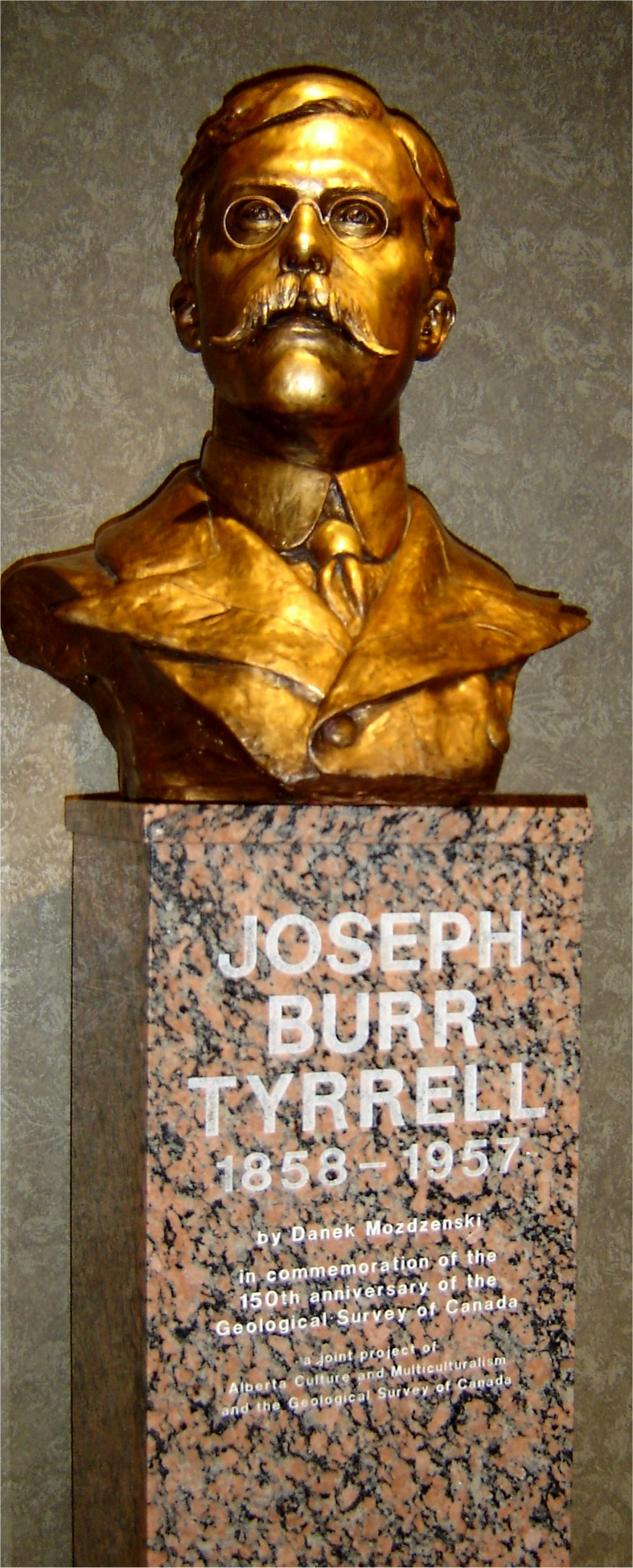
Busto di Joseph Tyrrell
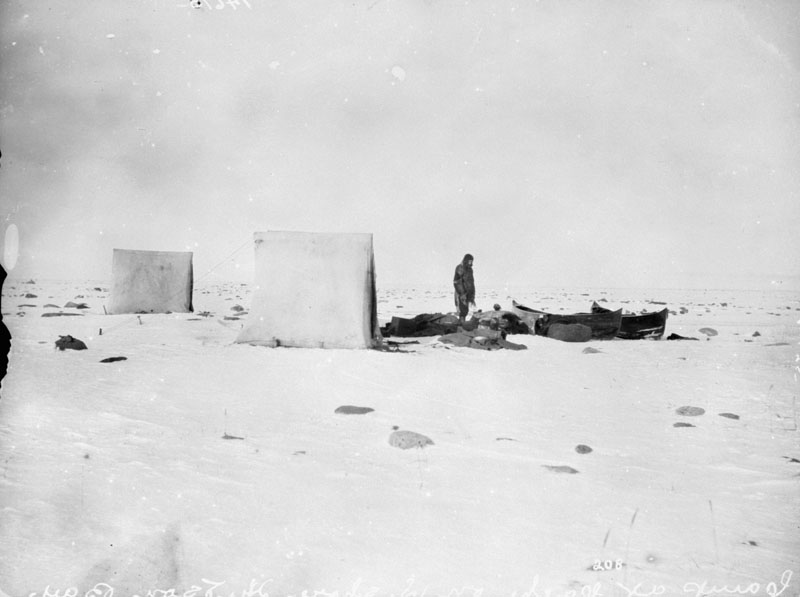
Accampamento sulla riva occidentale della Baia di Hudson. Foto scattata da Joseph Tyrrell nel 1893.
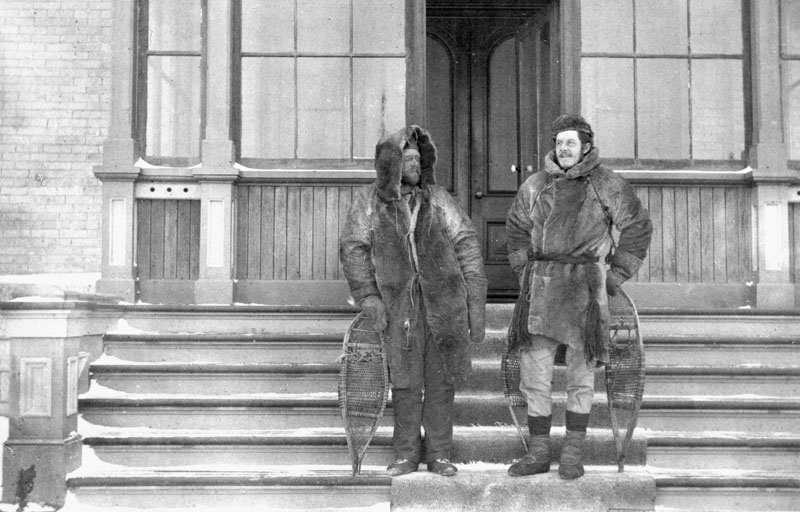
Joseph Tyrrell e Monroe Fergusson nel 1894.
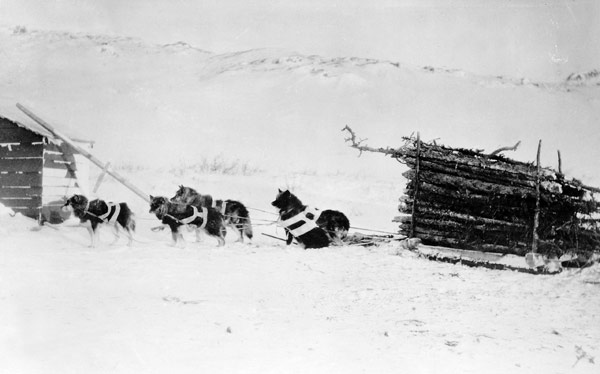
Spedizione nei Territori del Nord-Ovest. Foto scattata da Joseph Tyrrell nel 1894.
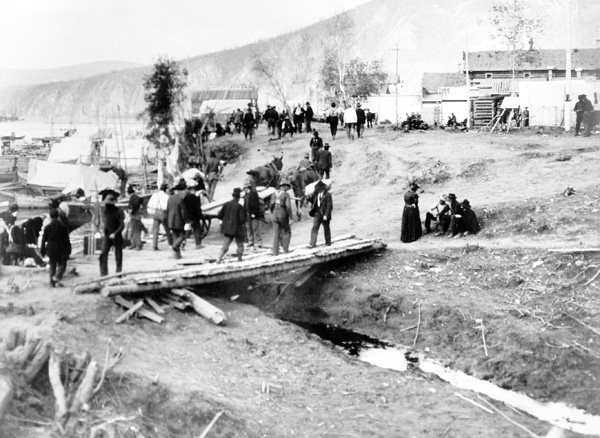
Campo base dei cercatori d'oro a Dawson City. Foto scattata da Joseph Tyrrell nel 1898
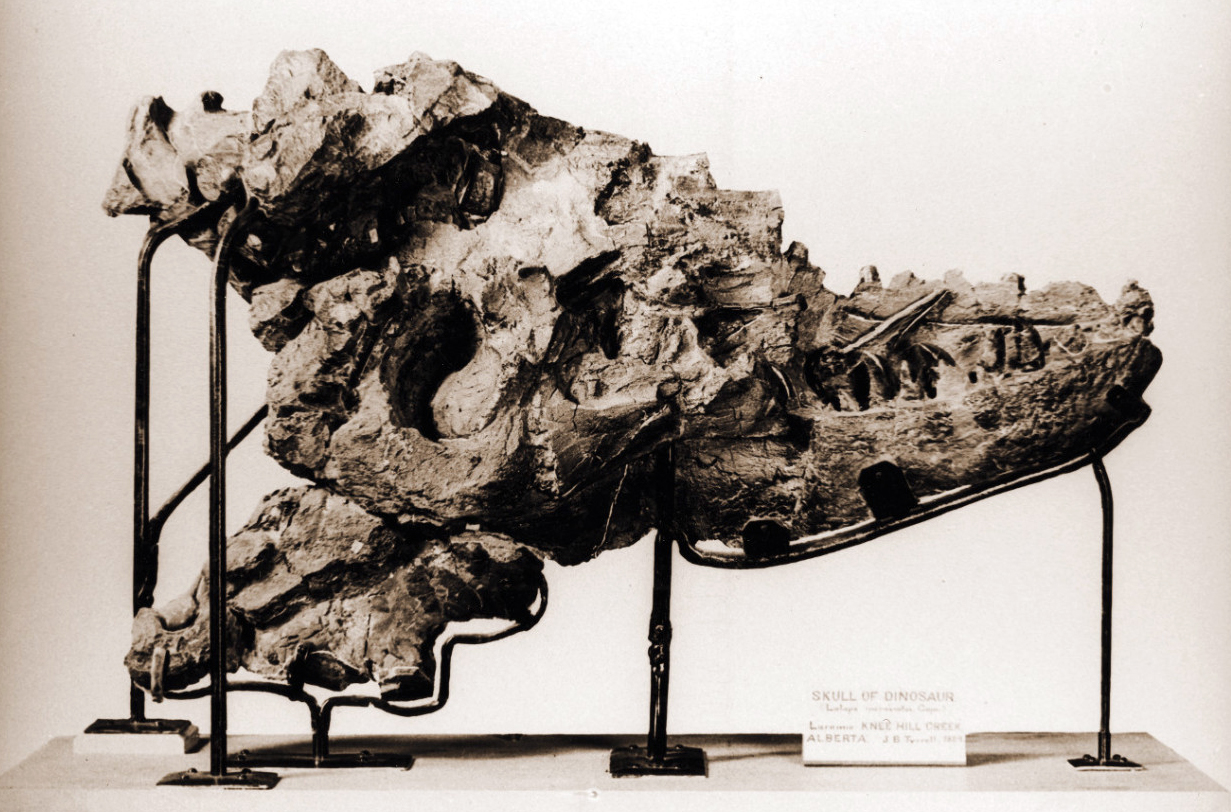
Cranio dell'Albertosauro scoperto da Tyrrell